# ديفيد روزين
ديفيد روزين (بالإنجليزية: David Rosen)‏ هو عالم موسيقى أمريكي، ولد في 21 سبتمبر 1938 في سان فرانسيسكو في الولايات المتحدة.